# Absorpcjometria (radiologia)
Absorpcjometria – w radiologii, pomiar stopnia rozproszenia przez tkanki promieniowania emitowanego przez radioizotopy.
Metody absorpcjometryczne są jedną z grup technik densytometrycznych i są stosowane najczęściej do pomiaru stopnia mineralizacji kości (BMD, ang. bone mineral density). Opracowano szereg metod absorpcjometrycznych, różniących się liczbą stosowanych wiązek, źródłem oraz energią promieniowania. Pośród nich wyróżnić można stosowane w przeszłości metody wykorzystujące radioizotopy w charakterze źródła promieniowania oraz nowocześniejsze metody, w których stosowane są lampy rentgenowskie.

## Metody wykorzystujące radioizotopy jako źródło promieniowania
Jednowiązkowa absorpcjometria fotonowa (SPA, ang. single-photon absorptiometry), stosowane bywają także inne nazwy: absorpcjometria pojedynczego fotonu, absorpcjometria jednofotonowa oraz jednoenergetyczna absorpcjometria fotonowa – opracowana w 1963 roku przez Camerona i Sorensona metoda pozwalająca na pomiar stopnia mineralizacji kości szkieletu obwodowego, takich jak kości dłoni i szczęki, kości piszczelowej, udowej, pięty i przedramion. Zazwyczaj stosowane jest promieniowanie emitowane przez izotop 125
I o energii 27,3 keV, choć twórcy metody stosowali także izotop 241
Am o energii 59,6 kev. Stosowano źródła izotopów o aktywności promieniotwórczej 200 mCi (7,4 GBq). Powtarzalność pomiarów mieściła się w granicach 2%, a pochłonięta dawka mogła przewyższać 10 mrem (ok 100 µGy). Metoda ta została wyparta po wprowadzeniu absorpcjometrii pojedynczej energii promieniowania rentgenowskiego.
Dwuwiązkowa absorpcjometria fotonowa (DPA, ang. dual-photon absorptiometry, używane także ang. dual-energy photon absorptiometry), w polskiej literaturze używane są także następujące nazwy: absorpcjometria dwufotonowa oraz absorpcjometria podwójnego fotonu – metoda pozwalająca na pomiar zawartości mineralnej kości w szkielecie osiowym, zwłaszcza kręgosłupa lędźwiowego, poprzez porównanie transmitancji przez tkankę miękką i tkanki kostne dwóch oddzielnych pików energii fotoelektrycznej, emitowanych przez izotop 153
Gd, o energii 44 oraz 100 keV. Stosowanie natężenie promieniowania wynosiło zazwyczaj 1-1.5 Ci (37-55,5 GBq). Metoda ta została wprowadzona do badań w latach 70. XX wieku i umożliwiła wykonywanie pomiarów BMD całego kośćca. Możliwe stało się przeprowadzenie badania kręgów lędźwiowych, kręgosłupa, a także bliższego odcinka kości udowej. Stosowana bywa też do oceny ilości tkanki tłuszczowej. Pochłonięta przez pacjenta dawka promieniowania wynosiła 1-5 mrem (10-50 µGy). Metoda ta została zastąpiona przez absorpcjometria podwójnej energii promieniowania rentgenowskiego.

## Metody, w których źródłem promieniowania są lampy rentgenowskie
Absorpcjometria pojedynczej energii promieniowania rentgenowskiego (SXA, ang. single-energy X-ray absorptiometry), stosowana bywa także nazwa jednoenergetyczna absorpcjometria rentgenowska – metoda stosowana do oceny stopnia mineralizacji kości w badaniu osteoporozy przy użyciu pojedynczej wiązki rentgenowskiej. Metoda ta może być stosowana jedynie w stosunku do kośćca obwodowego, bez podziału na poszczególne struktury i jest stosowana rzadziej niż absorpcjometria podwójnej energii promieniowania rentgenowskiego. Źródłem promieniowania jest lampa elektronowa, co pozwala na uzyskanie lepszej stabilności wytwarzanej energii niż metoda SPA.
Absorpcjometria podwójnej energii promieniowania rentgenowskiego (DXA, w przeszłości używano skrótu DEXA, ang. dual-energy X-ray absorptiometry, w języku angielskim stosowane bywają także skrócone nazwy ang. dual energy absorptiometry oraz ang. dual X–ray absorptiometry), w polskojęzycznej literaturze określana także innymi nawami: dwuenergetytczna absorpcjometria rentgenowska, dwuwiązkowa absorpcjometria rentgenowska, a w języku prawniczym także dwufotonowa absorpcjometria – metoda obrazowania, wykorzystująca w niskich dawkach promieniowanie rentgenowskie o dwu różnych poziomach energii, w celu uzyskania szczegółowego obrazu elementów ciała. Używany głównie do pomiaru gęstości mineralnej kości.